# Krasusy
Krasusy albo Krasuse – nazwa dawnej okolicy szlacheckiej w powiecie łukowskim, województwo lubelskie. W jej granicach znajdowały się osady (obecnie wsie): Wólka Konopna, Zembry, Zaolszynie, Mikłusy, Gołowierzchy, Smolanka i Łęcznowola. Obecnie wsie te położone są na terenach gminy Trzebieszów, woj lubelskie i Zbuczyn, województwo mazowieckie.
Krasuscy, drobna szlachta zamieszkująca tąż okolicę, pieczętowali się herbem Złotogoleńczyk (Nowina), co utrwaliło się w miejscowej tradycji. Bartosz Paprocki przy tym herbie wymienia jako „herbowych” m.in. Krasuskich z powiatu łukowskiego (Bartosz Paprocki, Herby rycerstwa polskiego,1584).
Pierwsza wzmianka o Krasusach znajduje się w akcie erekcyjnym parafii Zbuczyn, wydanym przez biskupa krakowskiego Wojciecha Jastrzębca w 1418 roku. W akcie tym wymienia się miejscowość „Krasusza” zamieszkaną przez czterech osadników. W 1564 roku w Krasusach mieszka już dwadzieścia pięć rodzin szlacheckich, w sześciu osadach (Paw. Mał.).
W 1827 roku okolica Krasuse ma 228 domów i 1261 mieszkańców. Pod koniec lat siedemdziesiątych XIX w. Krasuse mają 2010 mieszkańców, gospodarujących na 8082 morgach. (Słownik Geograficzny Królestwa Polskiego., T. IV, s. 647).
W 1875 roku utworzona została gmina Krasuse z siedzibą w Wólce Konopnej. Gmina istniała do 1927 roku. Nazwa Krasuse powszechnie używana jeszcze do połowy XIX w., potem pozostała już tylko w urzędowej nazwie gminy Krasusy z siedzibą w Wólce Konopnej. Obecnie zanikła.